# 1908-as sakkvilágbajnokság
 Ez a cikk a sakkjátszmák algebrai lejegyzését alkalmazza.
Az 1908-as sakkvilágbajnokság párosmérkőzése Emanuel Lasker és Siegbert Tarrasch között zajlott 1908. augusztus 17. – szeptember 30. között. Emanuel Lasker 8–3 arányú győzelmével (5 döntetlen mellett) harmadszor is megvédte világbajnoki címét.

## Előzmények
Emanuel Lasker 1894-ben szerezte meg a világbajnoki címet, miután az addigi címvédő Wilhelm Steinitzet  10–5-re legyőzte. Címét az 1896/97-ben játszott visszavágón elért fölényes 10–2-es győzelmével védte meg.  Ezt követően évekre visszavonult a sakkozástól, hogy matematikai és filozófiai tudományos munkájának hódoljon. 1904-től kezdve több kihívója, többek között Frank Marshall, Siegbert Tarrasch és a magyar Maróczy Géza az általa támasztott – elsősorban anyagi – feltételeket nem tudta teljesíteni. 1907-ben került sor Frank Marshallal vívott világbajnoki mérkőzésére, amelyet fölényes 8–0 arányban megnyert, ezzel másodszor is megvédte címét.
A világbajnoki mérkőzés megnyerése után 1907. áprilistól ismét a világranglista élére került, és ezt a helyét egészen 1908. májusig tartotta, amikor Akiba Rubinstein megelőzte. A mérkőzés kezdetén, 1908. augusztusban a 2. helyen állt, míg Tarrasch ugyanezen a listán már csak 6. volt.
Az 1890-es évek elején Siegbert Tarrasch több nagy versenyt nyert, és a világranglista 2. helyén állt. Az akkori világbajnok Wilhelm Steinitz potenciális kihívójának tekintették. Ezt a lehetőséget Emanuel Lasker vette el tőle, aki megmérkőzhetett Steinitzcel, és 1894-ben el is hódította a világbajnoki címet, majd után sokáig nem is állt ki senki ellen, vagy olyan nagy anyagi feltételeket támasztott, amelyet nem tudtak teljesíteni a kihívók. Emiatt Lasker és Tarrasch évekig  haragban voltak.
Az 1900-as évek elején Tarrasch még tartotta helyét az élvonalban, az 1905-ös ranglista szerint a 2. helyen állt a magyar Maróczy Géza mögött. Lasker a korábbi nézeteltéréseik miatt 1907-ben – főleg a közvélemény nyomására – engedett a feltételeiből, de 1907-ben először annak a Frank Marshallnak a kihívását fogadta el, akit Tarrasch 1905-ben 8–1 arányban legyőzött. A Lasker–Marshall világbajnoki mérkőzés 1907-ben Lasker 8–0 arányú győzelmét hozta.
A világbajnoki mérkőzés előtt hét alkalommal is játszottak egymással, és az egymás elleni eredményük erősen Tarrasch oldalára billent. Hat alkalommal győzött, míg Lasker csupán egy alkalommal állt fel győztesként az asztaltól ellene.

## A párosmérkőzés

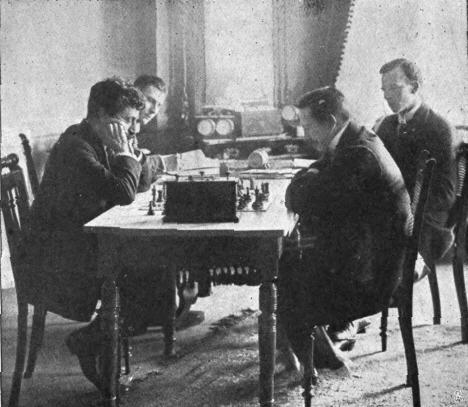
Világbajnoki mérkőzés 1908-ban
Siegbert Tarrasch (balra) és Emanuel Lasker (jobbra) között

A párosmérkőzés végül a Német Sakkszövetség támogatásával jött létre. A szövetség állta Lasker 7500 márkás honoráriumát, valamint a mérkőzés díjalapját, amely szerint a győztes 4000 márkát, a vesztes 2500 márkát kap.
A Lasker által meghatározott feltételek szerint a mérkőzés 8 nyert játszmáig tart, a döntetlenek nem számítanak. Óránként 15 lépést kell megtenni. Egy héten hat játéknapot kell kijelölni, ezen felül mindkét játékos öt alkalommal kérhet szabadnapot a mérkőzés folyamán. A párosmérkőzés 1908. augusztus 17-én Düsseldorfban kezdődik, majd három nyert játszma után, de legkésőbb augusztus 31-től Münchenben folytatódik. Egy játéknapon legfeljebb hat óra játékidő lehetséges, amelynek délután 1 és este 11 óra közé kell esnie.
A világbajnoki párosmérkőzés a terveknek megfelelően 1908. augusztus 17-én megkezdődött Düsseldorfban. Korábbi nézeteltéréseik miatt a két fél között nagyon feszült volt a hangulat, Tarrasch nem is fogott kezet ellenfelével, és a hallgatóság előtt kijelentette, csupán három szót kíván szólni az egész mérkőzés alatt ellenfeléhez: „Check and mate” (sakk és matt).
Lasker – a világbajnoki párosmérkőzésein tőle megszokott módon – „repülőrajtot” vett. Az első két játszmát megnyerte, majd egy vereség után még kettőt nyert, amivel az ötödik játszma után már 4–1-re vezetett. Előnyét még tovább növelte a 7. játszmában. A 10. játszmában Tarrasch szépített, majd világossal felváltva nyerték játszmáikat, és a 13. forduló után 7–3-ra álltak. Lasker végső, nyolcadik győzelmére a 16. fordulóig kellett csak várni, mellyel beállította a 8–3-as végeredményt. Ezzel harmadszor is megvédte világbajnoki címét.

### Az eredménytábla
| Versenyző         | Ország          | 1 | 2 | 3 | 4 | 5 | 6 | 7 | 8 | 9 | 10 | 11 | 12 | 13 | 14 | 15 | 16 | Nyert | Pont |
| ----------------- | --------------- | - | - | - | - | - | - | - | - | - | -- | -- | -- | -- | -- | -- | -- | ----- | ---- |
| Emanuel Lasker    | Német Birodalom | 1 | 1 | 0 | 1 | 1 | ½ | 1 | ½ | ½ | 0  | 1  | 0  | 1  | ½  | ½  | 1  | 8     | 10½  |
| Siegbert Tarrasch | Német Birodalom | 0 | 0 | 1 | 0 | 0 | ½ | 0 | ½ | ½ | 1  | 0  | 1  | 0  | ½  | ½  | 0  | 3     | 5½   |

### A mérkőzés játszmái
A mérkőzés 16 játszmája.
1. játszma Lasker–Tarrasch 1–0 55 lépés
|    | |    |    |    |    |    |    |
|    | \| \| \| \| \| \| \| \| \| \| \| \| \| \| \| \| \| \| \| \| \| \| \| \| \| \| \| \| \| \| \| \| \| \| \| \| \| \| \| \| \| \| \| \| \| \| \| \| \| \| \| \| \| \| \| \| \| \| \| \| \| \| \| \| \| \| \| \| \| \| \| \| |    |    |    |    |    |    |
|    | |    |    |    |    |    |    |
| a8 | b8 | c8 | d8 | e8 | f8 | g8 | h8 |
| a7 | b7 | c7 | d7 | e7 | f7 | g7 | h7 |
| a6 | b6 | c6 | d6 | e6 | f6 | g6 | h6 |
| a5 | b5 | c5 | d5 | e5 | f5 | g5 | h5 |
| a4 | b4 | c4 | d4 | e4 | f4 | g4 | h4 |
| a3 | b3 | c3 | d3 | e3 | f3 | g3 | h3 |
| a2 | b2 | c2 | d2 | e2 | f2 | g2 | h2 |
| a1 | b1 | c1 | d1 | e1 | f1 | g1 | h1 |

| a8 | b8 | c8 | d8 | e8 | f8 | g8 | h8 |
| a7 | b7 | c7 | d7 | e7 | f7 | g7 | h7 |
| a6 | b6 | c6 | d6 | e6 | f6 | g6 | h6 |
| a5 | b5 | c5 | d5 | e5 | f5 | g5 | h5 |
| a4 | b4 | c4 | d4 | e4 | f4 | g4 | h4 |
| a3 | b3 | c3 | d3 | e3 | f3 | g3 | h3 |
| a2 | b2 | c2 | d2 | e2 | f2 | g2 | h2 |
| a1 | b1 | c1 | d1 | e1 | f1 | g1 | h1 |

Spanyol megnyitás csereváltozat ECO C68
1.e4 e5 2.Hf3 Hc6 3.Fb5 a6 4.Fxc6 dxc6 5.d4 exd4 6.Vxd4 Vxd4 7.Hxd4 c5 8.He2 Fd7 9.b3 Fc6 10.f3 Fe7 11.Fb2 Ff6 12.Fxf6 Hxf6 13.Hd2 O-O-O 14.O-O-O Bd7 15.Hf4 Be8 16.Hc4 b6 17.a4 a5 18.Bxd7 Hxd7 19.Bd1 He5 20.Hxe5 Bxe5 21.c4 Be8 22.Hh5 Bg8 23.Bd3 f6 24.Kd2 Fe8 25.Hg3 Fd7 26.Ke3 Be8 27.Hh5 Be7 28.g4 c6 29.h4 Kc7 30.g5 f5 31.Hg3 fxe4 32.Hxe4 Ff5 33.h5 Bd7 34.Bc3 Bd1 35.Kf4 Fd7 36.Be3 Bh1 37.Hg3 Bh4+ 38.Ke5 Bh3 39.f4 Kd8 40.f5 Bh4 41.f6 gxf6 42.Kxf6 Fe8 43.Hf5 Bf4 44.g6 hxg6 45.hxg6 Bg4 (diagram) 46.Bxe8+ Kxe8 47.g7 Kd7 48.Hh4 Bxg7 49.Kxg7 Ke6 50.Hf3 Kf5 51.Kf7 Ke4 52.Ke6 Kd3 53.Kd6 Kc3 54.Kxc6 Kxb3 55.Kb5 1-0
2. játszma Tarrasch–Lasker 0–1 41 lépés
Spanyol megnyitás berlini védelem ECO C66
3. játszma Lasker–Tarrasch 0–1 43 lépés
Spanyol megnyitás zárt, Csigorin-védelem ECO C98

4. játszma Tarrasch–Lasker 0–1 41 lépés
|    | |    |    |    |    |    |    |
|    | \| \| \| \| \| \| \| \| \| \| \| \| \| \| \| \| \| \| \| \| \| \| \| \| \| \| \| \| \| \| \| \| \| \| \| \| \| \| \| \| \| \| \| \| \| \| \| \| \| \| \| \| \| \| \| \| \| \| \| \| \| \| \| \| \| \| \| \| \| \| \| \| |    |    |    |    |    |    |
|    | |    |    |    |    |    |    |
| a8 | b8 | c8 | d8 | e8 | f8 | g8 | h8 |
| a7 | b7 | c7 | d7 | e7 | f7 | g7 | h7 |
| a6 | b6 | c6 | d6 | e6 | f6 | g6 | h6 |
| a5 | b5 | c5 | d5 | e5 | f5 | g5 | h5 |
| a4 | b4 | c4 | d4 | e4 | f4 | g4 | h4 |
| a3 | b3 | c3 | d3 | e3 | f3 | g3 | h3 |
| a2 | b2 | c2 | d2 | e2 | f2 | g2 | h2 |
| a1 | b1 | c1 | d1 | e1 | f1 | g1 | h1 |

| a8 | b8 | c8 | d8 | e8 | f8 | g8 | h8 |
| a7 | b7 | c7 | d7 | e7 | f7 | g7 | h7 |
| a6 | b6 | c6 | d6 | e6 | f6 | g6 | h6 |
| a5 | b5 | c5 | d5 | e5 | f5 | g5 | h5 |
| a4 | b4 | c4 | d4 | e4 | f4 | g4 | h4 |
| a3 | b3 | c3 | d3 | e3 | f3 | g3 | h3 |
| a2 | b2 | c2 | d2 | e2 | f2 | g2 | h2 |
| a1 | b1 | c1 | d1 | e1 | f1 | g1 | h1 |

Spanyol megnyitás berlini védelem ECO C66
1.e4 e5 2.Hf3 Hc6 3.Fb5 Hf6 4.O-O d6 5.d4 Fd7 6.Hc3 Fe7 7.Be1 exd4 8.Hxd4 Hxd4 9.Vxd4 Fxb5 10.Hxb5 O-O 11.Fg5 h6 12.Fh4 Be8 13.Bad1 Hd7 14.Fxe7 Bxe7 15.Vc3 Be5 16.Hd4 Bc5 17.Vb3 Hb6
18.f4 Vf6 19.Vf3 Be8 20.c3 a5 21.b3 a4 22.b4 Bc4 23.g3 Bd8 24.Be3 c5 25.Hb5 cxb4 26.Bxd6 Bxd6 27.e5 (diagram) Bxf4 28.gxf4 Vg6+ 29.Kh1 Vb1+ 30.Kg2 Bd2+ 31.Be2 Vxa2 32.Bxd2 Vxd2+ 33.Kg3 a3 34.e6 Ve1+ 35.Kg4 Vxe6+ 36.f5 Vc4+ 37.Hd4 a2 38.Vd1 Hd5 39.Va4 Hxc3 40.Ve8+ Kh7 41.Kh5 a1=V 0-1
5. játszma Lasker–Tarrasch 1–0 (Lasker eredeti elemzésével) (angolul) 41 lépés
Spanyol megnyitás zárt, Csigorin-védelem ECO C98
6. játszma Tarrasch–Lasker ½–½ 53 lépés
Francia védelem Rubinstein-változat ECO C10
7. játszma Lasker–Tarrasch 1–0 76 lépés
Francia védelem McCutcheon-változat ECO C12
8. játszma Tarrasch–Lasker ½–½ 48 lépés
Spanyol megnyitás berlini védelem, Rio de Janeiro-változat ECO C67
9. játszma Lasker–Tarrasch ½–½ 71 lépés
Francia védelem McCutcheon-változat ECO C12
10. játszma Tarrasch–Lasker 1–0 32 lépés
Spanyol megnyitás berlini védelem, Rio de Janeiro-változat ECO C67
11. játszma Lasker–Tarrasch 1–0 28 lépés
Francia védelem McCutcheon-változat ECO C12
12. játszma Tarrasch–Lasker 1–0 65 lépés
Négyhuszáros játék dupla spanyol-változat ECO C49
13. játszma Lasker–Tarrasch 1–0 44 lépés
Elhárított vezércsel Tarrasch-védelem ECO D32
14. játszma Tarrasch–Lasker ½–½ 119 lépés
Spanyol megnyitás berlini védelem, Rio de Janeiro-változat ECO C67
15. játszma Lasker–Tarrasch ½–½ 52 lépés
Vezérgyalog játék, Krause-változat ECO D02
16. játszma Tarrasch–Lasker 0–1 26 lépés
Négyhuszáros játék dupla spanyol-változat ECO C49